# 七次的初吻
《七次的初吻》（韓語：첫 키스만 일곱 번째），為韓國Naver TV cast於2016年12月5日起播出的網絡劇，由李礎熙主演，並以七位當紅男演員及崔智友共同出演，該劇講述的是免稅店員工閔秀真與7位不同風格的男主人公間發生的奇幻浪漫愛情故事。此劇集乃是宣傳樂天百貨店的服務而特別拍攝的。

## 演員陣容
| 演員   | 角色     | 介紹 | 出演集數 |
| 李礎熙 | 閔秀真   | 樂天免稅店職員。在機緣巧合之下，她得到了一個魔法。如今，她將在六位型男中選擇初吻對象。                                     | 1-8      |
| 崔智友 | 愛情使者 | 能夠改變他人命運的愛情使者，因遺失了護照被秀珍撿到並歸還，被秀真的善良與熱情所打動，為了報答秀真，她想幫秀真實現一個願望。 | 1、7     |
| 李準基 | 教會歐巴 | IT界精英，和秀真青梅竹馬一塊長大，也是一起參加教會的同伴，一直對秀真有好感。                                               | 2        |
| 朴海鎮 | 職場上司 | 成熟穩重，待人嚴厲，是個不折不扣的工作狂，常常加班，是秀真的上司。                                                         | 3        |
| 池昌旭 | 神秘探員 | 性感迷人，身手敏捷的神秘探員，在執行一項任務的過程中與秀真相識。                                                           | 4        |
| 金鍾仁 | 家教學生 | 富二代，活力四射的小鮮肉，霸道又深情，對自己的國語老師秀真有著特別的感情。                                                 | 5        |
| 玉澤演 | 財閥二代 | 集團的繼承人，豪門純情男，溫柔體貼，對秀真一見鍾情，卻遭到家族的反對。                                                     | 6        |
| 李鍾碩 | 人氣明星 | 人氣男明星，具有完美的外貌和讓人怦然心動的氣質。                                                                           | 7        |
| 李敏鎬 | 旅行家   | 氣質非凡的旅行家，去過很多城市，堅持尋找著屬於自己的真愛，直到他遇到了秀真。                                               | 8        |

### 其他人物
| 演員   | 角色   | 介紹         |
| 盧宇鎮 | 跟踪狂 | 跟踪偷拍狂。 |

## 原聲帶
| 曲序 | 曲目        | 演唱   | 时长 |
| ---- | ----------- | ------ | ---- |
| 1.   | Kissing You | 池昌旭 | 3:26 |

| 曲序 | 曲目          | 演唱       | 时长 |
| ---- | ------------- | ---------- | ---- |
| 1.   | Beautiful Day | Melody Day | 3:41 |

| 曲序 | 曲目    | 演唱     | 时长 |
| ---- | ------- | -------- | ---- |
| 1.   | My Girl | 소리아이 | 3:59 |

## 分集列表
| 集數 | 播出日期   | 標題         | 主要角色               | 劇集連結                    | 花絮及結尾連結                                         |
| ---- | ---------- | ------------ | ---------------------- | --------------------------- | ------------------------------------------------------ |
| 1    | 2016-12-05 | 她的禮物     | 李礎熙、崔智友、李準基 | 劇集（页面存档备份，存于）  | 花絮（页面存档备份，存于） 結尾（页面存档备份，存于）  |
| 2    | 2016-12-08 | 是初吻麼？   | 李礎熙、李準基、朴海鎮 | 劇集（页面存档备份，存于）  | 花絮（页面存档备份，存于） 結尾（页面存档备份，存于）  |
| 3    | 2016-12-12 | 危險的上司   | 李礎熙、朴海鎮、池昌旭 | 劇集（页面存档备份，存于）  | 花絮（页面存档备份，存于） 結尾 （页面存档备份，存于） |
| 4    | 2016-12-15 | 世界盡頭     | 李礎熙、池昌旭、金鍾仁 | 劇集（页面存档备份，存于）  | 花絮（页面存档备份，存于） 結尾（页面存档备份，存于）  |
| 5    | 2016-12-19 | 我們是師生！ | 李礎熙、金鍾仁、玉澤演 | 劇集 （页面存档备份，存于） | 花絮（页面存档备份，存于） 結尾（页面存档备份，存于）  |
| 6    | 2016-12-22 | hold不住的你 | 李礎熙、玉澤演、李鐘碩 | 劇集（页面存档备份，存于）  | 花絮 （页面存档备份，存于） 結尾（页面存档备份，存于） |
| 7    | 2016-12-26 | 明星變男友   | 李礎熙、李鐘碩、崔智友 | 劇集（页面存档备份，存于）  | 花絮（页面存档备份，存于） 結尾（页面存档备份，存于）  |
| 8    | 2017-01-05 | 最後的禮物   | 李礎熙、李敏鎬         | 劇集（页面存档备份，存于）  | 不適用                                                 |

## 外部連結
- YouTube上的